# Eduard Brzorád (1820–1898)
Eduard Ferdinand Brzorád (31. ledna 1820 Lochkov – 4. dubna 1898 Německý Brod) byl advokát a notář, okresní starosta v Německém (Havlíčkově) Brodě, nositel rytířského řádu Františka Josefa.

## Život
Eduard Brzorád (1820–1898) se narodil 31. ledna 1820 v Lochkově u Prahy. Jeho otcem byl státní rada, majitel statku Josef Brzorád (1777–1857) a matkou Anna, dcera Ferdinanda Delorme. Studoval staroměstské Akademické gymnázium v Klementinu. Jeho třídním učitelem byl Josef Jungmann, spolužáky František Ladislav Rieger či Leopold Hasner von Artha, pozdější ministr a premiér Předlitavska, který se roku 1848 na pozvání svého přítele Dr. Brzoráda s manželkou uchýlil před pražskými nepokoji na Lochkov. Během filosofických studií byl členem historického kroužku, kde s ním byli Josef Alexander Helfert, Lebermayer, Jan Cori, či zakladatel pražské Měťanské besedy lékař a homeopat Hugo Caspar. Práva studoval v Praze a doktorát získal ve Vídni.

### Advokát a notář
Od roku 1849 byl advokátem v Německém Brodě, od roku 1850 kurátorem špitálu v Chotěboři. Od 1851 byl notářem pro České království. Byl také přispěvatelem Sboru ke zřízení českého národního divadla či Společnosti Wlastenského musea w Čechách.
V letech 1855–1856 našel u advokáta Brzoráda v době finanční nouze útočiště obrozenecký archivář Jan Hulakovský. V roce 1863 byl Brzorád členem komitétu pro zřízení odboru Jednoty hospodářské pro kraj čáslavský. Blízkým přítelem mu byl poslanec zemského sněmu a přední německobrodský občan a soused Vojtěch Weidenhoffer.

### Okresní starosta
Roku 1865 se stal prvním okresním starostou nově zřízeného okresního zastupitelstva německobrodského okresu. Národní listy pak přinesly podrobnou zprávu o jeho prvním jednání. Okresním starostou zůstal až do smrti. Po něm pak po dvě tříletá období byl okresním starostou jeho syn, též JUDr. Eduard Brzorád.
Roku 1866 radní Eduard Brzorád a starosta Ferdinand Menšík obdrželi výraz Nejvyšší spokojenosti Jeho c. k. Veličenstva za loajálnost a činy během okupace Pruskem.
Roku 1867 byl kandidátem do zemského sněmu.

### Okresní školní rada
Roku 1869 se Brzorád postavil za nové Hasnerovy školské zákony a v okresním zastupitelstvu prosadil volby do školské rady, jejímž členem byl zvolen. Roku 1870 kandidoval do říšské rady, ale nebyl zvolen. Roku 1874 byl okresním hejtmanem označen za "důležitou a pevnou oporu státní správy v okrese" a vyznamenán rytířským křížem Františka Josefa. Podle zprávy okresního hejtmana v Německém Brodě Julia Sagassera z roku 1874 se tamní okresní starosta Eduard Brzorád dokázal postavit celozemskému bojkotu a s pomocí ještě jednoho člena okresního výboru prosadil volby do okresní školní rady, sám byl zvolen, a jak se hejtman vyjádřil, velmi prospěšně v ní od té doby působí, ačkoliv musel již od počátku čelit četným tiskovým útokům, pomluvám a nactiutrhání. Svým vlivem nepřipustil, aby okresní zastupitelstvo učinilo demonstrativní politická prohlášení, která by nutně vedla k rozpuštění sboru nebo k jeho nepotvrzení ve funkci.
V 70. letech 19. století byl členem pražské pobočky Německého alpského spolku (Deutscher Alpenverein). Také byl správním výboru Pokračovací školy průmyslové a dobrodincem premostrátského a městského reálného a vyššího gymnázia v Německém Brodě.

### Osobní život
Se svým přítelem ze studií, historikem a politikem Josefem Alexanderem Helfertem si dopisoval a přátelil se i s jeho sestrou Marií Annou. Eduardova sestra Anna (1833–1865), která za bratrem z Lochkova do Německého Brodu ráda jezdila, byla zase důvěrnou přítelkyní Kateřiny Fügnerové. Sestra jejího manžela Jindřicha Fügnera byla Helfertovou manželkou.
1852 se Eduard Brzorád oženil s dcerou význačného statkáře a poslance říšského sněmu Eduarda šlechtice von Krziwanek.
Byl otcem mladočecha JUDr. Eduarda Brzoráda mladšího (1857–1903), tchánem signatáře Pittsburské dohody a redaktora JUDr. Hynka Dostála či okresního hejtmana a dvorního rady Alexia Komerse, dědou ministra obchodu JUDr. Jaroslava Kratochvíla. Jeho strýcem byl JUDr. et PhDr. Jan Filip Brzorád (1765–1851), zemský advokát, člen Národního výboru roku 1848, bratranci pak okresní starosta a zemský poslanec Josef Brzorád (1810–1899) či nymburský purkmistr a hostitel Boženy Němcové Antonín Brzorád (1809–1877). Jeho švagrem byl říšský i zemský poslanec Karl baron von Kutschera, či hospodářský rada Julius Příborský, synovcem vrchní finanční rada Emanuel Prziborski (1859–1921).
Zemřel v Německém Brodě 4. dubna 1898, pohřben byl vedle své manželky. Roku 2024 byl jeho hrob zařazen mezi Významné hroby na hřbitově u sv. Vojtěcha a opatřen medailonkem. V nekrologu, uveřejněném v časopise Osvěta v roce 1904 po předčasném úmrtí jeho syna, o něm zaznělo: „byl muž neobyčejného vzdělání, ale žil v názorech oné doby, jež měla za to, že humanismus vylučuje »úzkoprsé« národní třídění.“

## Dílo
- Ueber die Gemeinschaftlichkeit der Beweismittel im Österreichischen Civilprocesse Vom Hrn. Dr. Eduard Brzorad in Des Juristen einer Zeitschrift vorzüglich für die Praxis des gesammten österreichischen Rechtes, Jahrgang 1847